# WASP-127 b
WASP-127 b est une exoplanète gazeuse située à 520 années lumières de la Terre.

## Histoire et description
WASP-127 b est découverte en 2016.
WASP-127 b est une exoplanète gazeuse située à 520 années lumières de la Terre. Elle est légèrement plus grande que Jupiter.
Des astronomes ont mesuré des vents qui atteignent 33 000 km/h.